# Tredeberspitze
Das Tredeberspitze (auch: Tredeberspitz; 3134 m ü. A.) ist ein Berggipfel im Umbalkamm der Venedigergruppe im Westen Osttirols. Er wurde erstmals am 27. September 1904 durch Th. Schimmelbuch und J. Unterberger über den Südgrat erstiegen, den I. Hechenbleikner und K. Berger am 27. September 1904 auch bei ihrem Abstieg vom Hohen Kreuz benutzten.

## Lage
Die Tredeberspitze liegt an einem Seitengrat des Umbalkamms, der von der Daberspitze (3402 m ü. A.) nach Südosten abzweigt. Nordwestlich trennt die Nördliche Tredeberscharte die Tredeberspitze von der Daberspitze, südlich grenzt die Südliche Tredeberscharte den Südgrat der Tredeberspitze vom Nordwestgrat des Hohen Kreuz (3159 m ü. A.). Westlich der Trederberspitze befindet sich das Daberkess, das fast bis zum Grat des Gipfels hinaufreicht. Nördlich liegt das Welitzkess. Die Tredeberspitze befindet sich im Gemeindegebiet von Prägraten am Großvenediger.

## Aufstiegsmöglichkeiten
Von der Neuen Reichenberger Hütte kann die Trederberspitze in rund 4 Stunden erreicht werden. Hierzu steigt man über den Rudolf-Tham-Weg zur Daberlenke auf steigt dann am Weg vor der Vereinigung des Karbachs mit dem Leiterbach in rund 2300 Metern Höhe anfangs links, dann recht vom Karbach bzw. Körbach zum Daberkees hoch. Links vom Gletscherabbruch erfolgt der Aufstieg über Steilschrofen auf den Gletscher und danach im Rechtsbogen zur Südlichen Tredeberscharte, von der Tredeberspitze über den kurzen Blockgrat erreichbar ist (UIAA I).
Der kürzeste Weg auf die Tredeberspitze führt von der Clarahütte zunächst auf den markierten Weg zum Hohen Kreuz. In einer Seehöhe von rund 2500 Metern verlässt man diesen Weg und steigt rechts zur Südostflanke der Tredeberspitze hinauf. Über die felsige Flanke erreicht man in wenig Kletterei (UIAA I oder II) den Gipfel.